# 20 lire
Le 20 lire sono una moneta della lira italiana coniata dalla fondazione del Regno d'Italia fino al 2001.

## Regno d'Italia

### Vittorio Emanuele II
La moneta di Vittorio Emanuele II al diritto presenta la testa nuda del re volta a sinistra, intorno la scritta "VITTORIO EMANUELE II" ed in basso la data. Sotto al collo il nome dell'incisore "FERRARIS".
Al rovescio presenta lo stemma sabaudo coronato e il collare dell'Annunziata e intorno rami di lauro e di quercia e la scritta "REGNO D'ITALIA". Il valore è posto sotto lo scudo dello stemma. In basso il segno di zecca a sinistra e il monogramma della Banca d'Italia a destra.
Queste monete furono coniate a Torino (segno di zecca "T") dal 1861 al 1870, a Roma ("R") dal 1870 al 1878 e a Milano ("M") dal 1872 al 1875.
Il titolo è di oro 900/1000, il diametro è di 21 mm, il peso è di 6,45 g ed il contorno è rigato.
Nel 1861 con l'inizio del Regno d'Italia furono coniati una modesta quantità di 20 lire Marengo, solo 3.267 esemplari dalla zecca di Torino ("T"). Per la modesta quantità di esemplari coniati e l'importanza del periodo storico che vide la nascita del Regno d'Italia, questa moneta è considerata rara e di notevole interesse collezionistico.

### Umberto I
La moneta di Umberto I al diritto presenta la testa nuda del re volta a sinistra, intorno "UMBERTO I - RE D'ITALIA" ed in basso la data. Sotto al collo il nome dell'autore "SPERANZA", Filippo Speranza.
Al rovescio presenta lo stemma sabaudo coronato e il collare dell'Annunziata e intorno rami di lauro e di quercia. Il valore è posto ai lati dello scudo. In basso il segno di zecca ("R") a sinistra.
Queste monete furono coniate a Roma dal 1879 al 1897.
Il titolo è di oro 900/1000, il diametro è di 21 mm, il peso è di 6,45 g ed il contorno è rigato.

### Vittorio Emanuele III
Esistono diverse monete coniate a nome di Vittorio Emanuele III con il valore di 20 lire:
- "Aquila sabauda" (1902 - 1905) (Au)

diritto: la testa nuda del re volto a sinistra, intorno "VITTORIO EMANUELE III". Sotto il collo il nome dell'incisore "SPERANZA", Filippo Speranza.
rovescio: Aquila araldica spiegata e coronata con lo scudo sabaudo nel petto. In alto, circolarmente, fra due nodi, la leggenda: "REGNO D'ITALIA" e nel basso, il segno di zecca ("R") tra due stellette con il valore alla sinistra e la data a destra.
Queste monete furono coniate a Roma negli anni 1902, 1903 e 1905. Alcune monete del 1902 riportano un'ancoretta posta al diritto, ciò significa che quella moneta venne coniata con l'oro proveniente dall'Eritrea.
Esiste anche una moneta campione (R5) riportante l'anno 1908.
Il titolo è di oro 900/1000, il diametro è di 21 mm, il peso è di 6,45 g ed il contorno è rigato (con una rigatura molto sottile).
- "Aratrice" (1910 - 1912) (Au)

diritto: il semibusto in uniforme e testa nuda del re volto a sinistra, intorno "VITTORIO EMANUELE III" e in basso a sinistra un nodo di Savoia in un rettangolo.
rovescio: un'allegoria rappresentante l'Italia agricola, recante un fascio di spighe nella sinistra mentre con la destra regge l'aratro. Ai lati, il valore, in alto "REGNO D'ITALIA"; nel basso a sinistra il nome dell'autore del modello "E. BONINSEGNA M.", e a destra quello dell'incisore "L. GIORGI INC.", Luigi Giorgi. Nell'esergo la data tra il segno di zecca ("R") e la stella d'Italia.
Queste monete furono coniate a Roma negli anni 1910 e 1912 con coniazione successiva per i numismatici del 1926 e 1927 in numero, rispettivamente, di 40 e 30 esemplari; con grado di rarità R4 per entrambi.
Tuttavia le monete recanti la data 1910 furono fuse, causa una differenza nel titolo; ne furono salvati solo 6 esemplari e non fu autorizzata l'emissione.
Il titolo è di oro 900/1000, il diametro è di 21 mm, il peso è di 6,45 g ed il contorno è rigato.
- "Fascetto" (1923) (Au)

diritto: la testa nuda del re volta a sinistra, con il nome dell'autore, "A.MOTTI" sotto il collo; attorno "VITTORIO EMANUELE III RE D'ITALIA".
rovescio: fascio littorio con scure a destra. Alla sinistra, in due righe, "LIRE 20" con sotto il segno della zecca ("R"); alla destra del fascio, in due righe, "OTTOBRE 1922 -" e nel basso, "1923". Queste monete furono coniate a Roma nel 1923. La moneta è da considerarsi una coniazione commemorativa della Marcia su Roma.
Il titolo è di oro 900/1000, il diametro è di 21 mm, il peso è di 6,45 g ed il contorno è rigato.
- "Littore" (1927-1928) (Ag)

diritto: la testa nuda del re volta a destra; attorno "VITTORIO.EMANUELE.III.RE".
rovescio: littore con fascio che saluta romanamente l'Italia seduta, con fiaccola alla destra e braccio sinistro sullo scudo sabaudo; in alto, orizzontalmente, la leggenda "ITALIA", alla sinistra del littore, l'era fascista; alla destra dell'Italia, in due righe, data e segno di zecca ("R") e nell'esergo il valore con, alla destra, i nomi del modellista "G. ROMAGNOLI" (Giuseppe Romagnoli) e dell'incisore "A.MOTTI.INC.".
Queste monete furono coniate a Roma dal 1927 al 1928 con emissioni per i numismatici dal 1929 al 1934.
Il titolo è di argento 800/1000, il diametro è di 35,5 mm, il peso è di 15 g ed il contorno è rigato.
- "Cappellone" o "Elmetto" (1928) (Ag)

diritto: il semibusto in uniforme e testa elmata del re volto a sinistra; a sinistra la leggenda "VITT.EM.III.RE". Dietro il collo, i nomi del modellista "G. ROMAGNOLI" e dell'incisore "A. MOTTI.INC.".
rovescio: parte superiore del fascio littorio con alla destra, la scure, su cui il motto: "MEGLIO.VIVERE./UN.GIORNO.DA/LEONE.CHE./CENTO ANNI./DA.PECO-/RA." In alto: "ITALIA"; alla sinistra del fascio, in alto, "MCMXXVIII" e nel basso, in due righe, "MCMXVIII/A.VI".
Queste monete furono coniate a Roma nel 1928. La moneta venne coniata per commemorare il primo decennale della Vittoria della Prima Guerra Mondiale.
Il titolo è di argento 600/1000, il diametro è di 35,5 mm, il peso è di 20 g ed il contorno è rigato.
- "Impero" (1936) (Ag)

diritto: la testa nuda del re volta a sinistra; attorno "VITTORIO.EMANUELE.III.RE.E.IMPERATORE".
rovescio: l'Italia, che reca vittoria e fascio, seduta su una quadriga lenta rivolta verso destra; in alto, orizzontalmente, la leggenda "ITALIA", dietro l'Italia, in due righe, era fascista e data; nell'esergo, stemma sabaudo tra valore, con alla sinistra il nome dell'autore "G. ROMAGNOLI" e, alla destra, il segno di zecca ("R").
Queste monete furono coniate a Roma nel 1936 con emissioni per i numismatici dal 1937 al 1941. :Questa moneta venne emessa per celebrare l'Impero.
Il titolo è di argento 800/1000, il diametro è di 35,5 mm, il peso è di 20 g ed il contorno è rigato.

## Repubblica italiana

### Quercia
Le monete da L. 20 furono coniate dal 1956 al 1999. Del primo anno di emissione furono rifuse tutte le monete tranne due esemplari, ora al museo della Zecca a Roma.
Le monete erano in bronzital, una lega di bronzo composta da rame e alluminio e, a partire dal 1968, con l'aggiunta di nichelio.
Il diritto riporta una testa muliebre coronata di spighe, mentre sul rovescio
vi è un ramo di quercia tra la scritta "L. 20" e la data.

## Prove e progetti
- "Cappellone d'oro" (1928) (Au)

diritto: il semibusto in uniforme e testa elmata del re volto a sinistra; a sinistra la leggenda "VITT.EM.III.RE".
rovescio: parte superiore del fascio littorio con a destra la scure, su cui il motto in sei righe anziché sette: "MEGLIO.VIVERE./UN.GIORNO.DA/LEONE.CHE./CENTO ANNI./DA.PECO-/RA." In alto: "ITALIA" Sul bordo, circolarmente, "ORO PROVA"; alla sinistra del fascio, in alto, "MCMXXVIII" e nel basso, in due righe, "MCMXVIII/A.VI". Queste monete furono coniate a Roma nel 1928.
Tali monete sono da considerarsi delle prove delle successive emissioni in argento in quanto il loro peso non corrispondeva al valore di 20 lire, bensì si aggirava attorno alle 400 e come tale non poteva circolare. La moneta venne coniata per commemorare il primo decennale della Vittoria della Prima Guerra Mondiale. Il titolo è di oro 900/1000, il diametro è di 35,5 mm, il peso è di 32,25 g ed il contorno è rigato.

## Monete
| Immagine  | Descrizione | Descrizione | Anni di coniazione | Autore             | Autore             | Parametri tecnici | Parametri tecnici | Parametri tecnici | Contorno           |
| Immagine  | Dritto | Rovescio | Anni di coniazione | Modellista         | Incisore           | Peso              | Diametro          | Composizione      | Contorno           |
| --------- | --- | --- | ------------------ | ------------------ | ------------------ | ----------------- | ----------------- | ----------------- | ------------------ |
|           | vittorio emanuele ii intorno alla testa nuda del re. In esergo il cognome dell'autore Giuseppe Ferraris e l'anno              | Stemma dei Savoia tra rami di alloro e quercia legati in basso con un fiocco. Intorno la scritta regno d'italia, in basso l • 20 tra i marchi di zecca | 1861–1878          | Giuseppe Ferraris  | Giuseppe Ferraris  | 6,45 g            | 21 mm             | Oro 900‰          | Rigato             |
|           | umberto i re d'italia intorno alla testa nuda del re. In esergo il cognome dell'autore Giuseppe Ferraris e l'anno             | Stemma dei Savoia tra la dicitura l 20 contornato da rami di alloro e quercia legati in basso con un fiocco e in alto la stella d'Italia | 1879–1897          | Giuseppe Ferraris  | Giuseppe Ferraris  | 6,45 g            | 21 mm             | Oro 900‰          | Rigato             |
|           | vittorio emanuele iii intorno alla testa nuda del re. In esergo il cognome dell'autore Filippo Speranza                       | regno d'italia tra due nodi di Savoia intorno all'aquila sabauda. In esergo il cognome dell'autore Filippo Speranza. In basso il marchio di zecca R (Roma) tra due stelle, l'anno e la scritta l.20                                                                    | 1902–1910          | Filippo Speranza   | Filippo Speranza   | 6,45 g            | 21 mm             | Oro 900‰          | Rigato sottilmente |
|           | vittorio emanuele iii intorno al busto del re in uniforme, nella parte inferiore un nodo di Savoia in incuso in un rettangolo | regno d'italia intorno all'allegoria dell'Italia aratrice che tiene un fascio di spighe tra la dicitura Lire 20. In esergo l'anno e il marchio di zecca R (Roma), a sinistra una stella. Sotto la linea dell'esergo gli autori e • boninsegna m • e l • giorgi • inc • | 1910–1927          | Egidio Boninsegna  | Luigi Giorgi       | 6,45 g            | 21 mm             | Oro 900‰          | Rigato             |
|           | vittorio emanuele iii re d'italia intorno alla testa nuda del re, in esergo l'autore Attilio Motti                            | A sinistra lire 20, di seguito il fascio littorio con testa di montone e la scritta ottobre 1922 - 1923 su due righe. Sulla sinistra il segno di zecca R (Roma). | 1923               | Attilio Motti      | Attilio Motti      | 6,45 g            | 21 mm             | Oro 900‰          | Rigato             |
|           | | | 1927–1934          | Giuseppe Romagnoli | Attilio Motti      | 15 g              | 35,5 mm           | Argento 800‰      | Rigato             |
|           | | | 1928               | Giuseppe Romagnoli | Attilio Motti      | 20 g              | 35,5 mm           | Argento 600‰      | Rigato             |
|           | | | 1936–1941          | Giuseppe Romagnoli | Giuseppe Romagnoli | 20 g              | 35,5 mm           | Argento 800‰      | Rigato             |
|           | repvbblica italiana intorno a una testa di donna ornata di spighe in esergo giampaoli per l'autore Pietro Giampaoli           | Rametto di quercia con quattro foglie una ghianda, a sinistra l • 20 in basso il segno di zecca R e l'anno | 1957–1959          | Pietro Giampaoli   | Pietro Giampaoli   | 3,6 g             | 21,3 mm           | Bronzital         | Rigato             |
| 1969–1999 | repvbblica italiana intorno a una testa di donna ornata di spighe in esergo giampaoli per l'autore Pietro Giampaoli           | Rametto di quercia con quattro foglie una ghianda, a sinistra l • 20 in basso il segno di zecca R e l'anno | Liscio             | Pietro Giampaoli   | Pietro Giampaoli   | 3,6 g             | 21,3 mm           | Bronzital         |                    |